# Gouvernement Stoltenberg I

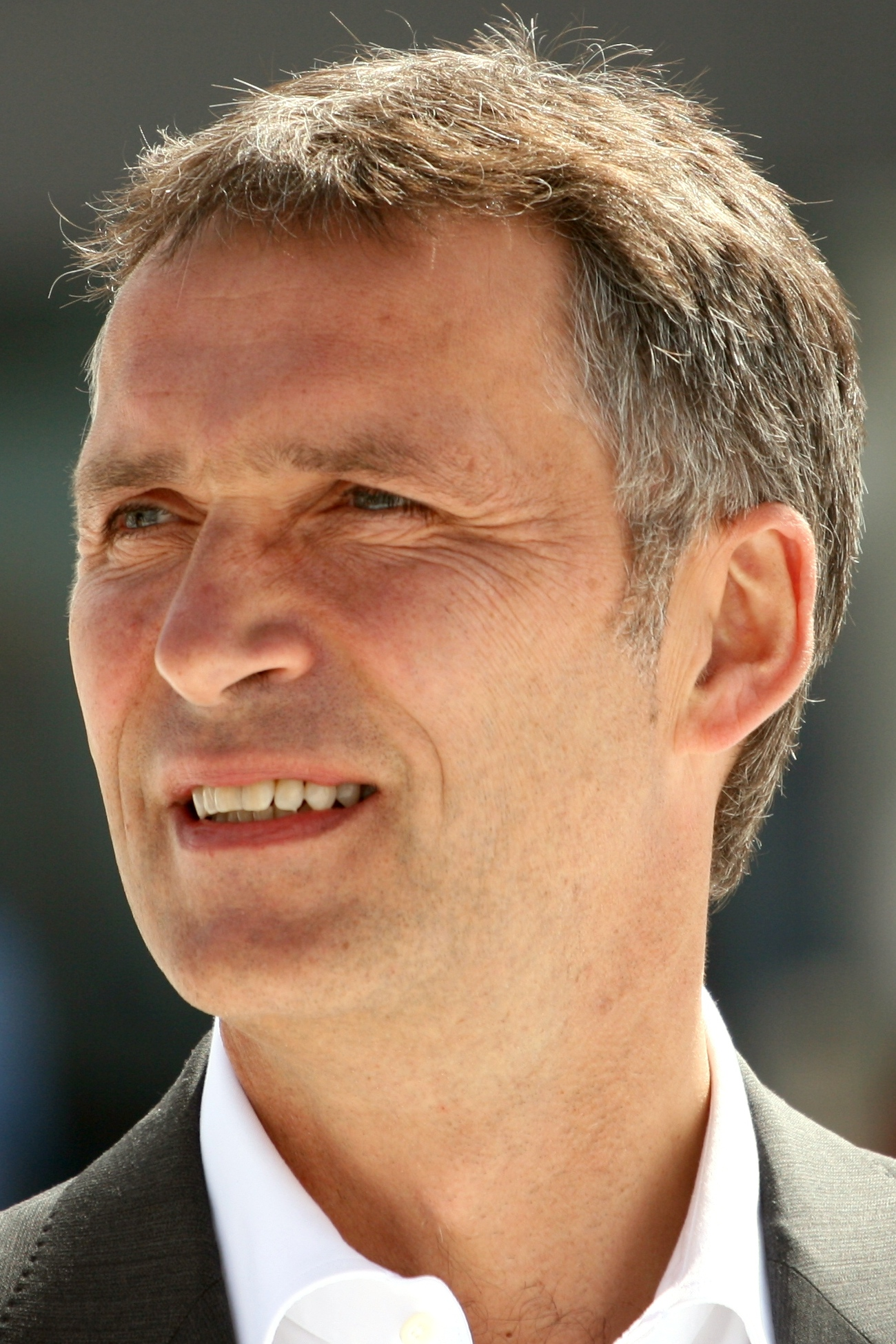
Jens Stoltenberg, ministre d'État.

Le gouvernement Stoltenberg I était le gouvernement du royaume de Norvège du 17 mars 2000 au 19 octobre 2001.

## Coalition
Il était dirigé par le ministre d'État travailliste Jens Stoltenberg et constitué du seul Parti du travail (AP).
Soutenu par 65 députés sur 169 au Storting, il a remplacé, en cours de mandat, le premier gouvernement de Kjell Magne Bondevik, soutenu par une coalition gouvernementale tripartite de centre droit. Le fort recul de l'AP aux élections législatives de 2001 et le bon score des partis de centre droit et de droite ont ensuite permis la formation du gouvernement Bondevik II.

## Composition
| Fonction                                                                 | Titulaire | Titulaire                   | Parti |
| ------------------------------------------------------------------------ | --------- | --------------------------- | ----- |
| Ministre d'État                                                          |           | Jens Stoltenberg            | AP    |
| Ministre des Affaires étrangères                                         |           | Thorbjørn Jagland           | AP    |
| Ministre du Développement international                                  |           | Anne Kristin Sydnes         | AP    |
| Ministre des Finances et des Douanes                                     |           | Karl Eirik Schjøtt-Pedersen | AP    |
| Ministre de la Défense                                                   |           | Bjørn Tore Godal            | AP    |
| Ministre des Affaires sociales                                           |           | Guri Ingebrigtsen           | AP    |
| Ministre de la Santé                                                     |           | Tore Tønne                  | AP    |
| Ministre des Transports et des Communications                            |           | Terje Moe Gustavsen         | AP    |
| Ministre des Affaires locales et du Développement régional               |           | Sylvia Brustad              | AP    |
| Ministre de l'Industrie et du Commerce                                   |           | Grete Knudsen               | AP    |
| Ministre du Pétrole et de l'Énergie                                      |           | Olav Akselsen               | AP    |
| Ministre de la Justice et de la Police                                   |           | Hanne Harlem                | AP    |
| Ministre du Travail et de l'Administration publique                      |           | Jørgen Kosmo                | AP    |
| Ministre de la Culture                                                   |           | Ellen Horn                  | AP    |
| Ministre de la Pêche                                                     |           | Otto Gregussen              | AP    |
| Ministre de la Jeunesse et de la Famille                                 |           | Karita Bekkemellem          | AP    |
| Ministre de l'Agriculture                                                |           | Bjarne Håkon Hanssen        | AP    |
| Ministre de l'Environnement                                              |           | Siri Bjerke                 | AP    |
| Ministre des Affaires ecclésiastiques, de l'Éducation et de la Recherche |           | Trond Giske                 | AP    |